# Kevelaer-Kapelle Bürrig

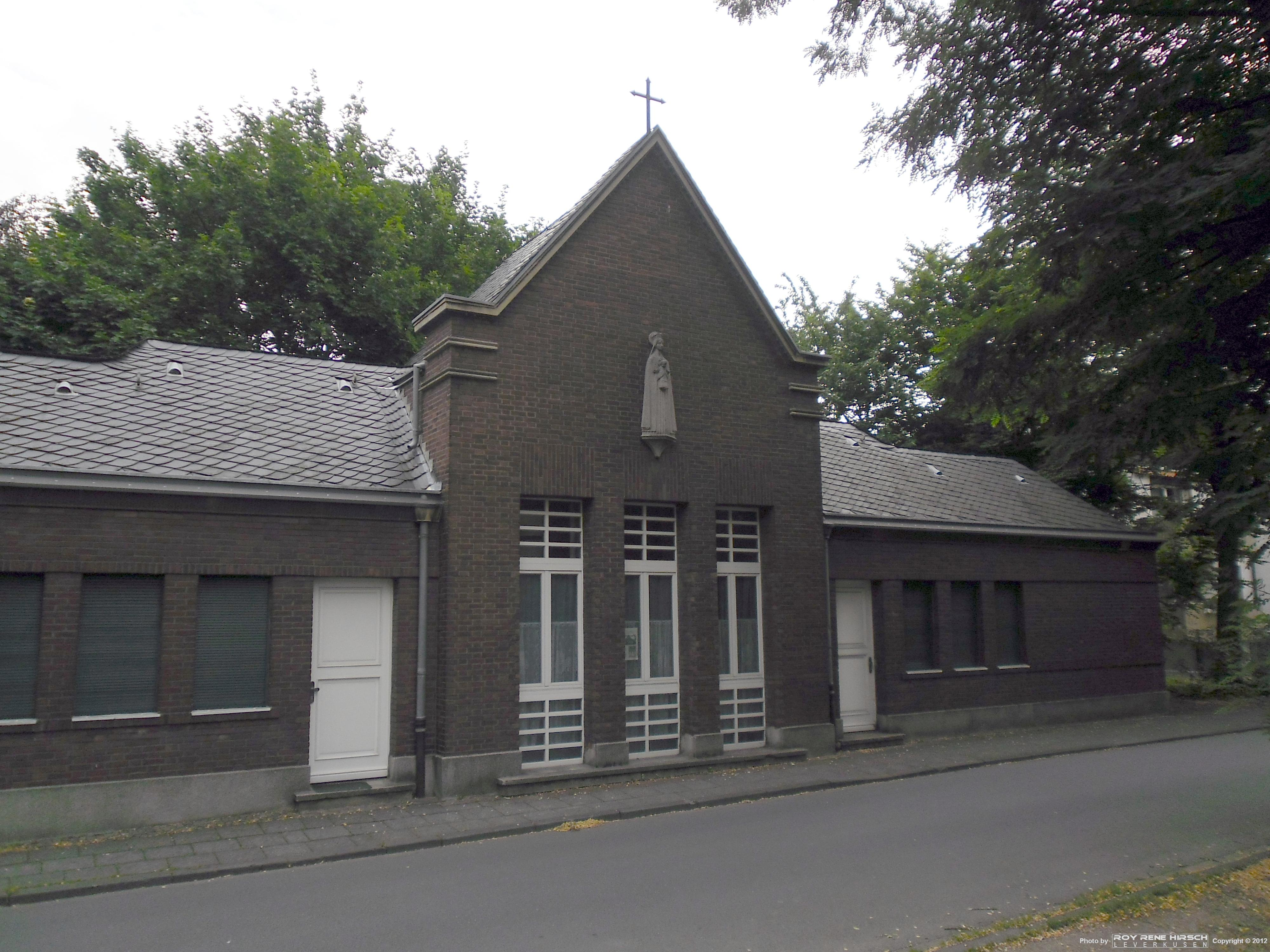
Kevelaer-Kapelle

Die Kevelaer-Kapelle wurde als römisch-katholisches Sakralgebäude mit Nebenräumen im Jahre 1927 erbaut. Sie gehört zur Pfarrgemeinde St. Stephanus im Stadtteil Bürrig der kreisfreien Stadt Leverkusen (Nordrhein-Westfalen).

## Lage
Die ca. 24 m lange und ca. 8 m tiefe ehemalige Kapelle erstreckt sich entlang der Stephanusstraße, nordöstlich der Pfarrkirche St. Stephanus und östlich des im Stil des Historismus errichteten Pfarrhauses, mit dem sie durch eine Mauer in Geschosshöhe verbunden ist.

## Baugeschichte
Der Bau der Kevelaer-Kapelle, deren Grundsteinlegung im März 1927 stattfand, wurde unterstützt durch die Bürriger Kevelaerbruderschaft. Sie trägt das Patrozinium der heiligen Maria als Regina pacis (Königin des Friedens) aus Dank für die Beendigung des Ersten Weltkriegs.
Der Architekt Wilhelm Saddeler aus Düsseldorf-Oberkassel errichtete das Kapellengebäude im expressionistischen Stil, der insbesondere an den durch Gesimse und den Fries horizontal stark gegliederten Fassaden und der Dachausbildung mit den eingebundenen Kehlen in Erscheinung tritt. Bauherr war die katholische Pfarrei Bürrig, vertreten durch den damaligen Pfarrer Peter Joseph Louis. Der ausführende Bauunternehmer war Johann Keiler.
Der deutsch-schwedische Bischof Johannes Erik Müller weihte die Kapelle am 19. Juni 1927. Bis 1949 diente sie als Sakralgebäude. Danach wurde sie zu einem Jugendheim umgebaut.

## Baubeschreibung und äußere Gebäudeausstattung
Der im Grundriss und Aufriss achsensymmetrisch gestaltete eingeschossige Massivbau ist bis auf einen rückwärtigen Nebeneingang straßenseitig erschlossen. In der Mittelachse befindet sich der ehemalige Kapellenraum, der vorn als Risalit mit Dreiecksgiebel hervortritt und an der Rückseite einen halbkegelförmigen Dachabschluss über der Apsis hat. Die beiden niedrigeren Seitenflügel sind mit Walmdächern versehen. Symmetrie und Höhenstaffelung barocker Herrenhäuser und Schlossanlagen mit ihrem Corps de Logis sind Vorbilder für die Kubatur der Kapelle. Die streng achsensymmetrisch gestalteten Fassaden sind in Sichtmauerwerk aus roten Hartbrandziegeln auf einem niedrigen Sockel aus Terrazzo-Putz gestaltet. Die Putzoberfläche ist durchgehend gekämmt und durch scharrierte Ecken zusätzlich betont. Den straßenseitigen Eingängen ist jeweils eine Betonstufe vorgelagert, die aus der Fassadenflucht in den Gehweg hervorragt und einen Unterschnitt aufweist.

### Giebel- und Dachgestaltung

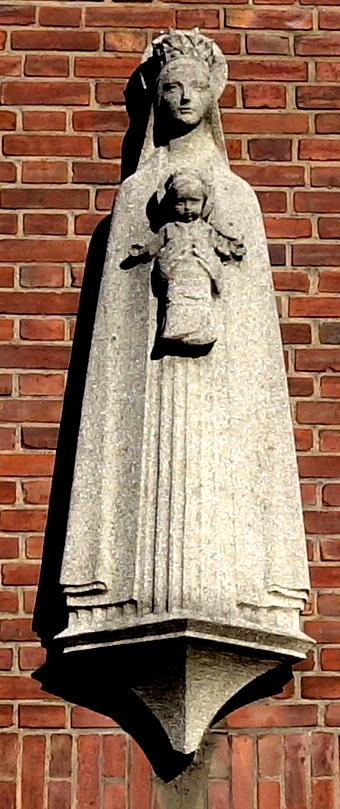
Madonnenskulptur

Das Schieferdach ist mit eingebundenen Kehlen und geschwungenen Graten versehen, was eine optische Leichtigkeit bewirkt. Der Mittelrisalit besitzt drei traufhohe Fenstertüren. Seit 1927 befindet sich am Giebelfeld eine aus Kunststein gefertigte Madonnenskulptur mit Kind, die auf einem Konsolstein steht. Dieses von dem Kölner Bildhauer Wilhelm Barutzky geschaffene Werk wurde von einer Bürriger Familie für die Kapelle gestiftet.
Den Abschluss bildet ein an den Seiten waagerecht auslaufender dreiecksförmiger Blendgiebel, der durch eine durchlaufende Mauerabdeckung aus Beton mit aufgebrachtem Schiefer sowie jeweils zwei profilierte Konsolplatten aus Kunststein an den Risalitecken gestalterisch betont wird. Ein schlichtes Metallkreuz, gestiftet von der Firma Schmitz-Coellen aus Leverkusen-Bürrig, krönt die Giebelspitze.

### Fassadengestaltung

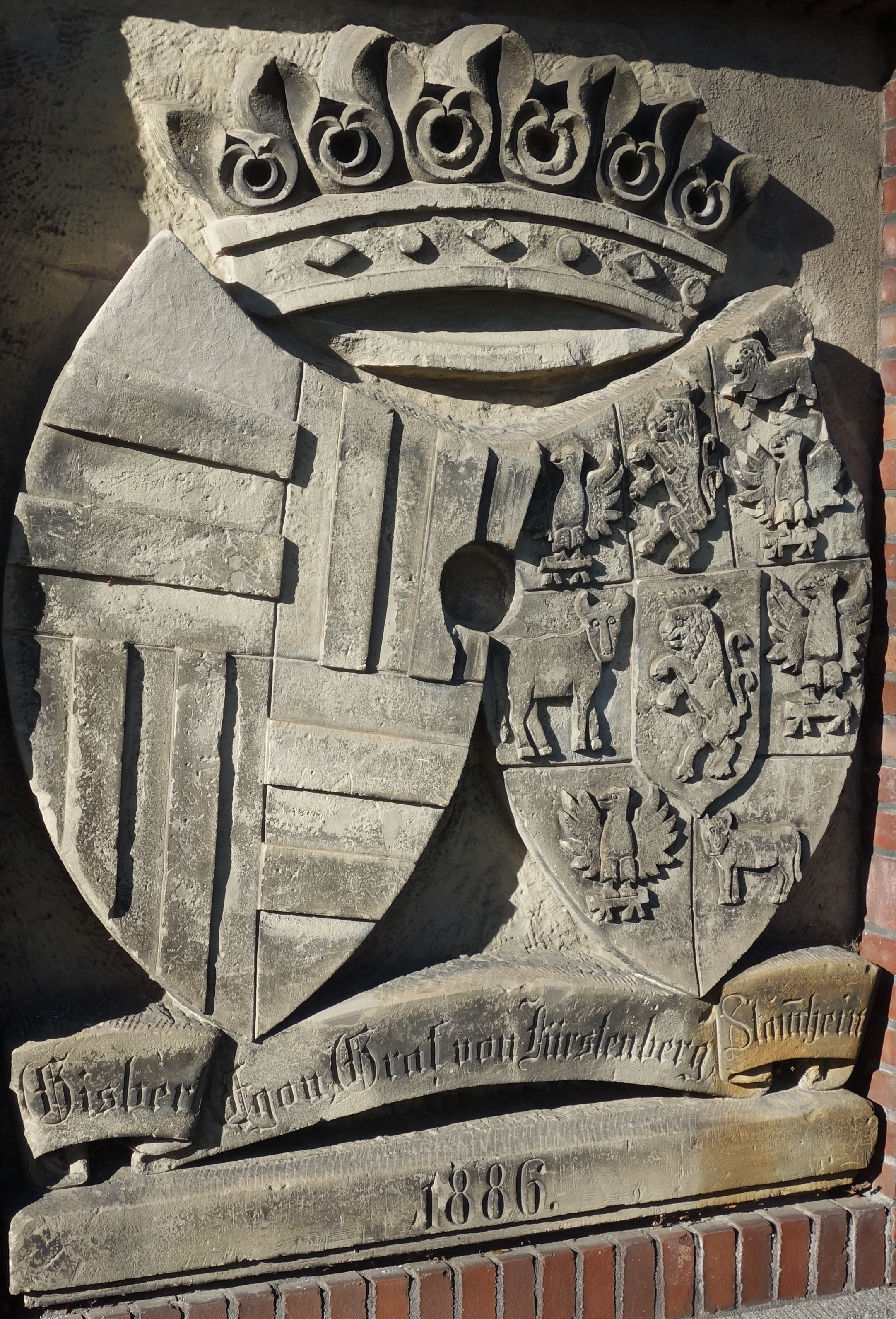
Allianzwappenstein

Angrenzend an den Mittelrisalit besitzen die beiden Flügelbauten jeweils eine Eingangstür und eine dreiteilige Fenstergruppe. Vollständig erhalten sind die ursprünglich lindgrünen Holzrollläden sowie die Außenfensterbänke aus Zink. Die weißen Holzdrehfenster haben Baskülverschlüsse, eine Einfachverglasung und Sprossen.
Die übrigen Fassadenflächen sind durch ein Fensterbank- und Fenstersturz-Gesims aus einer Ziegelrollschicht gegliedert und weisen keine Öffnungen auf. Diese horizontalen über die Hauptfassade und die beiden Stirnseiten verlaufenden Gesimse enden an der Gebäuderückseite.
Den Abschluss zwischen Fassade und Dach bildet ein leicht auskragendes Gesims aus Beton mit Zahnfries, welches vom Maueranschluss an das Pfarrhaus über das gesamte Gebäude bis zur Rückseite verläuft. Ab der nordöstlichen Gebäudeecke bis zur Apsis erstreckt sich ein Zinnenfries aus Ziegelsteinen. Die Zink-Regenrinnen liegen auf dem Betongesims, das die Fallrohre halbkreisförmig umläuft.
Die Verbindungsmauer zwischen dem Pfarrhaus und der Kevelaer-Kapelle trennt den Pfarrgarten von der Straße ab und ist analog der Gebäudefassade gestaltet. Zwei Höhenversprünge liegen zwischen den unterschiedlichen Niveauhöhen der Gebäude. Im östlichen Teil der Verbindungsmauer befindet sich ein Rundbogen mit einem Holztor, dessen plastisch ausgearbeiteter Beton-Schlussstein mit der Inschrift A.D. 1927 versehen ist.
Eine zugemauerte und verputzte Toröffnung, ursprünglich ein Garageneingang, findet man in der Westfassade der Kapelle. Die Ostfassade beherbergt einen eingemauerten Allianzwappenstein aus dem Giebel des 1968 abgerissenen Schlosses Reuschenberg. Dieser Stein besteht aus hellgrauem Sandstein mit einer Krone, zwei Wappen: Fürstenberg und Auersperg, und der Jahreszahl 1886. Ein Spruchband trägt die Inschrift Gisbert Egon Graf von Fürstenberg Stammheim.

### Innere Gebäudeausstattung
Im zentralen Kapellenraum sind fünf bauzeitliche Apsisfenster mit Metallrahmen erhalten geblieben. Der Fußboden besteht aus Solnhofener Platten in quadratischem Format, die diagonal mit einem breiten Randstreifen und mit Sockelfliesen mit den gleichen Maßen verlegt sind.
Der westliche Flügelbau beherbergte zur damaligen Zeit eine Sakristei und einen Lagerraum, während im Ostflügel eine Bibliothek und ein Stall untergebracht waren, von dessen ursprünglich zwei rückwärtigen Türöffnungen eine erhalten ist.
Eine an das Pfarrhaus angrenzende gartenseitige Terrasse wurde inzwischen zu einem Raum umgebaut.

## Baudenkmal
Die Kevelaer-Kapelle wurde am 5. Juni 2002 unter der Nummer 317 in die Liste der Baudenkmäler in Leverkusen eingetragen.